# 砚山镇 (富锦市)
砚山镇，是中华人民共和国黑龙江省佳木斯市富锦市下辖的一个乡镇级行政单位。

## 行政区划
砚山镇下辖以下地区：
恒山村、东五顶村、新光村、东安村、永发村、巨福村、爱国村、西五顶村、联合村、富山村、平安村、翻身村、双发村、砚山村、东瑞村、正阳村、连生村、保安村和长兴村。